# Legge della massa
La legge della massa indica la variazione del potere fonoisolante al variare della massa dell'elemento fonoisolante e della frequenza del suono incidente per unità di superficie dell'elemento: con l'aumentare della massa aumentano l'inerzia al moto e quindi le difficoltà incontrate dall'onda sonora nel mettere in oscillazione la parete.
Con l'aumentare della frequenza, e quindi con il diminuire della lunghezza d'onda, aumenta la capacità fonoisolante dell'elemento stesso.
Ad ogni raddoppio della massa e della frequenza si assiste ad un aumento del potere fonoisolante pari a circa 6 dB.